# Valea Lungă, Sălaj
Valea Lungă este un sat în comuna Zalha din județul Sălaj, Transilvania, România.

## Personalități
- Ioan Mihăilă (1876 - 1950),  deputat în Marea Adunare Națională de la Alba Iulia 1918

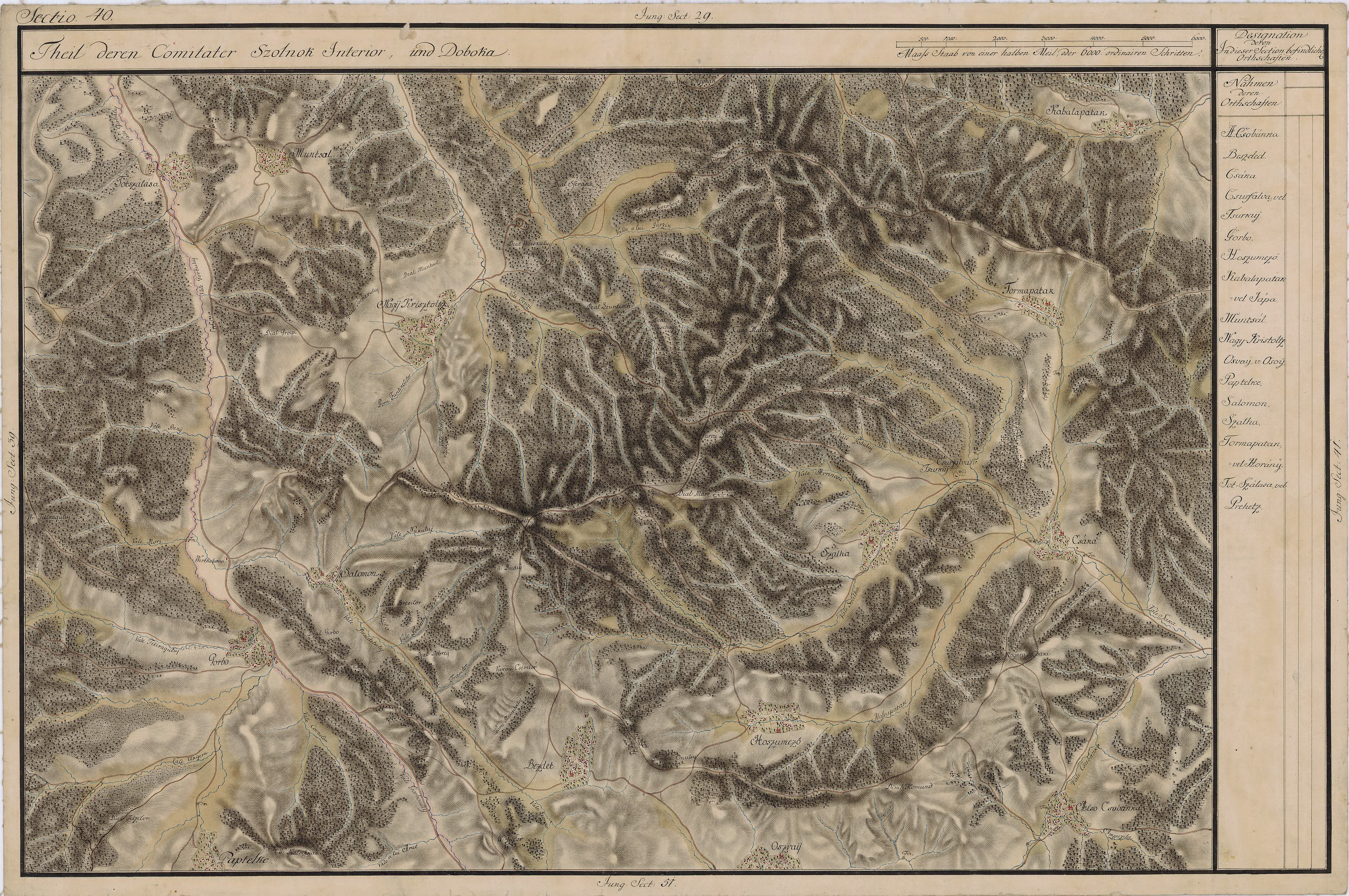
Valea Lungă în Harta Iosefină a Transilvaniei, 1769-1773

 Acest articol despre o localitate din județul Sălaj este deocamdată un ciot. Puteți ajuta Wikipedia prin completarea lui.